# Acacia chippendalei
Acacia chippendalei é uma espécie de leguminosa do gênero Acacia, pertencente à família Fabaceae.